# Elsenz (rivier)
De Elsenz is een niet bevaarbare rivier in de Duitse deelstaat Baden-Württemberg. De Elsenz mondt in de stad Neckargemünd uit in de Neckar. De Elsenz loopt ruwweg van zuid naar noord, o.a. door de landstreek Kraichgau.
Er komen meerdere beken uit in de Elsenz, waarvan de Schwarzbach met 27 km de langste is.
In het stroomgebied van de Elsenz komen bevers voor.
- Virtual International Authority File: 236898631